# Šimo Ešić
Šimo Ešić (Breze kod Tuzle, 6. veljače 1954.) je hrvatski i bosanskohercegovački pjesnik za djecu, pripovjedač, dramski pisac i novinar iz BiH. Živi kao slobodni umjetnik u Njemačkoj i u Tuzli. 

## Životopis
Rođen je od od majke Kate (domaćice), i oca Ive (rudara), kao 7. dijete po redu. Završio je studij jezika i književnosti 1976. godine.
U književnosti se javlja 1969. godine prvom zbirkom pjesama Zdravica na kraju djetinjstva. Od 1974. godine član je Društva književnika Bosne i Hercegovine. 
Od 1975. radi kao u Radio Tuzli, a od 1976. do 1988. kao novinar u Radio Sarajevu.
Osnovao je nekoliko izdavačkih kuća u BiH i Njemačkoj (Drugari, Bambi, Bosanska riječ - Das bosnische Wort). Bosansku riječ oformio je 1993. u egzilu. Uređivao je biblioteku Krug radosti. Od 1991. godine član je Udruženja pisaca Njemačke. Od 1990. radi kao slobodni umjetnik. Pokrenuo je književne manifestacije Oktobarska poetska drugovanja koja se održavala u Tuzli, s Vinkom Krajtmajerom i Branislavom Štumfom osnovao je festival dječje pjesme Majski cvijet koja se održavala u Tuzli, Međunarodni dječji festival Vezeni most koji se održava u Tuzli, a na kojem se dodjeljuje najznačajnija regionalna nagrada "Mali princ" za najbolju dječju knjigu u regiji i istoimena nagrada za stvaralački doprinos razvoju dječje književnosti u Bosni i Hercegovini. Osnivač je NVO Društvo prijatelja knjige "Mali princ". Od 2012. godine član je Društva hrvatskih književnika, član je Društva pisaca Bosne i Hercegovine, Hrvatskog društva pisaca za djecu i mlade i Inernacionalnog PEN centra Njemačke. Zastupljen je u brojnim izborima i antologijama, te u školskoj lektiri u Bosni i Hercegovini. Djela Šime Ešića prevedena su na njemački, engleski, švedski, talijanski, ruski, bugarski, mađarski, turski, albanski, slovenački, romski, makedonski i poljski jezik. 
- Zdravica na kraju djetinjstva, 1969. godine
- Enci menci na kamenci (s I. V. Rorićem), 1970. godine
- Vezena torbica, 1973. i 1997. (školska lektira u osnovnim školama u BiH)
- Razglednice grada, 1974. (sa S. Jankovićem)
- Rudarev kućerak, 1979, 1983, 1984, 1986, 1988, 1989, 1990, 1995, 2012. i 2016. (nagrada za najbolju knjigu za * djecu u Bosni i Hercegovini, zastupljena u kompletima Dječja književnost naroda i narodnosti Bosne i Hercegovine u 20 knjiga i Hrvatska književnost za djecu i mladež u 25 knjiga)
- Pola igra, pola zbilja, 1980. i 2005.
- Buntovno selo na dlanu, 1981.
- Drugari (s I. V. Rorićem, Todorom Bjelkićem, M. Odalović i D. Radulović), 1982.
- Garavo sunce, 1983.
- Šuma, 1985.
- Šta li mrda iza brda 1985. i 1988.
- Putovanka, 1986, 1987, 1988. i 1988.
- Čik dopuni, čik pogodi (s I. V. Rorićem), 1986.
- Dodir zavičaja (s I. V. Rorićem i Aljošom Musićem), 1986. 1987.
- Pričaonica (s I. V. Rorićem), 1987.
- Bijeli svijet, šareni svijet, 1997, 1999. 2019. i 2020. (školska lektira u osnovnim školama u BiH)
- Prvarica, 1999.
- Zrnce sreće, 2007.
- Mislilice i štoštaljke, 2008. i 2013.
- Vrelo ljepote – Antologija bosanskohercegovačke poezije za djecu, 2008, 2009, 2010, 2012, 2013, 2015, 2016, 2017, 2019. i 2021. (školska lektira u osnovnim školama u BiH)
- Kako se crta sunce, 2010, 2011, 2012. i 2019.
- Djeca rastu, 2009. i 2012.
- Prva ljubav treći put, 2011, 2012. i 2013.
- Izmislionica u selu Pričevac, 2013, 2015, 2018. i 2019.
- Dan kad mi je rođen prijatelj, 2016.
- Olovka pustolovka, 2017, 2018. i 2019.
- Sličice iz Bad Wildungena, 2017.
- Tako smo rasli, 2018. i 2019.
- Ispod cirkuske šatre, 2018. i 2019.
- Bila gospođa Klara, 2020.
- Filip u ormarima, 2021.
- Kako naučiti ljude da ne zgaze ni mrava, 2023.
- Pustolovine Žirka Nemirka, 2023. i 2025.
- Oživjele stvari, 2024.
- Cvjetko, 2024.

Prijevodi knjiga na druge jezike:
- Barndomens trolldom, švedski, 1986.
- Begegnung mit dem Heimat, njemački, 1987.
- Tregime per naten e mire, albanski, 1988.
- Kako nasmijati mamo, slovenski, 1990.
- Dve srca, makedonski, 1991.
- Weiße Welt, bunte Welt, njemački, 1997. i 1999.
- White World, Coloured World, engleski, 2000.
- Beli svet, pisani svet, slovenski, 2009.
- Parno them, kotorvalo them, romski, 2009.
- Mondo bianco, mondo variopinto, talijanski, 2009.
- Bota e bardhe dhe laramane, albanski, 2009.
- Beliot i šaren svet, makedonski, 2009.
- Die erste Liebe zum dritten Mal, njemački, 2009. i 2017.
- Vezana torbička, bugarski, 2013.
- Kako se crta sonce, makedonski, 2013.
- Als die Tage keine Namen hatten, 2017.
- So wuchsen wir auf, 2017.
- ТАК МЫ ЖИЛИ, prevod na ruski, 2018.
- Так ми й росли, prevod na ukrajinski, 2018.
- Vit värld, färgglad värld, švedski, 2020.
- Philip in Closets, 2023.
- HOW TO TEACH PEOPLE NOT TO SQUASH EVEN AN ANT, 2023.
- Цветко, makedonski, 2025.

Prijevodi i prepjevi knjiga s drugih jezika:
- Aleksandar Popovski: Uzlet (s Lj. Mitić), 1987.
- Nedžati Zekerija: Ggdje je zeleno, 1988.
- Neža Maurer: Tražio sam kukavicu, 1989.
- Mustafa Spahiu: Moja livada, 1988.
- Vidoe Podgorec: Divlji raj (s Lj. Mitić), 1997.
- Jost Baum: Detektivi na ljetnom raspustu, 2023.

Radio-igre:
- Zeleni šeširić, 1974.
- Amela, 1980.

Kazališni komadi:
- Tajna Sehare, 1986., 1993., 1994., 1997.
- Igra do igre, 1987.
- Čobani čekaju Djeda Mraza, 1988.
- Oživjele stvari, 1990.
- Hoću da se igram, (s V. Keroševićem) 1997., 1998., 1999. i 2000.
- Izmislionica u selu Pričevac, 2018, 2019. i 2020.

Udžbenici i priručnici:
- Lijepe riječi – Radna svesta za lektiru za 1. i 2. razred osn. škole (s I. Džibrić), 2003., 2004. i 2005.
- Mali svijet – Čitanka za 3. razred osnovne škole (sa Z. Hasićem), 2003., 2004., 2005. i 2006.
- Potraga za blagom – Čitanka za 2. razred devetogidsnje osnovne škole (s J. Iličić, S. Mitrović i I. Pejić), 2005., 2006. i 2007.
- Čarobna šuma - Čitanka za 2. razred devetogodišnje škole (s J. Iličić i A. Salković)
- Čarolija malog svijeta – Čitanka za 4. razred devetogodišnje osnovne škole (s J. Iličić i Z. Hasićem), 2007, 2008, 2010, 2012, 2014, 2017, 2018, 2019, 2021, 2022, 2023. i 2024.

Nagrade i priznanja:
- Plaketa časopisa Radost, Zagreb, 1970.
- Nagrada Radio Zagreba za radio igru Zeleni šeširić, 1973.
- Nagrada za poeziju, Mladi maj, Zaječar, 1973.
- Nagrada za kratku priču Televizija Zagreb, 1974.
- Nagrada za najbolju pjesmu na festivalu u Zaboku, 1976.
- Nagrada za poeziju na festivalu u Vrbasu, 1977.
- Zlatna plaketa Majski cvijet, 1979.
- Nagrada za Rudarev kućerak, najbolju dječju knjigu u BiH, 1979.
- Nagrada za kratku priču Vesele sveske, 1980, 1981. i 1982.
- Spomen plaketa grada Tuzle, 1980.
- Plaketa Vesele sveske, 1982.
- Pobjednička pjesma festivala "Mali šlager" Sarajevo, 1983.
- Statua Zlatno slavejče, Skoplje,1985.
- Nagrada za najbolju reportažu na jugoslavenskom festivalu radija, 1986.
- Vijenac stare masline za doprinos razvoju dječje književnosti, Bar, 2006.
- Nagrada za najbolji tekst na dječjem festivalu u Brčkom, 2006.
- Nagrada Udrženja izdavača i knjižara BiH - Najbolji urednik, 2007.
- Nagrada Fondacije za kinematografiju za scenario za animirani film "Bijeli svijet, šareni svijet", Sarajevo, 2007.
- Nagrada za kulturni angažman u dijaspori, Povelja Kulina bana, Manheim, 2007.
- Nagrada za poeziju La bohemina, Hamburg 2009.
- Nominacija za nagradu Astrid Lindgren Memorial Award, Stockholm, 2008, 2009, 2020, 2021. i 2022. (jedna od najznačajnijih nagrada za dječju književnost u svijetu)
- Nagrada "Nasiha Kapidžić-Hadžić", Banja Luka, 2009. (nagrada za sveukupno stvaralaštvo za djecu)
- Nagrada „Mali princ“ za stvaralački doprinos razvoju dječije književnosti u Bosni i Hercegovini, 2009.
- Nagrada "Zlatno Gašino pero", Lazarevac, za stvaralački doprinos vedrini djetinjstva, 2011.
- Nagrada Udruženja izdavača i knjižara za životno djelo u književnosti, (za knjigu "Kako se crta sunce"), Sarajevo, 2011.
- Nagrada Udruženja izdavača i knjižara za najbolje dizajniranu knjigu "Kako se crta sunce", Sarajevo, 2011.
- Plaketa Društva pisaca Tuzlanskog kantona za knjigu "Kako se crta sunce", 2011.
- Nagrada Zlatna tuzlanska plaketa, (najveće društveno priznanje grada Tuzle), Tuzla, 2011.
- Nagrada "Katarina Kosača" za preduzetništvo u kulturi, Mostar, 2011.
- Nagrada "Crikveničko sunce", Crikvenica, 2012.
- Nagrada „Najličnost godine u tuđoj avliji“ za doprinos razvoju dječje književnosti, Štutgart, 2019.
- Nagrada Biblioteke Bosanska Krupa „Najčitaniji pisac“, 2019.
- Nagrada Udruženja pisaca za djecu Crne Gore za izuzetan doprinos razvoju dječje književnosti, Podgorica, 2019.
- Nagrada "Krešimir Šego", za sveukupno stvaralaštvo za djecu, Mostar, 2019.
- Nagrada "Šukrija Pandžo" za kratku priču, Sarajevo, 2019.
- Nagrada "Lukijan Mušicki", za izuzetan doprinos i razvoj književnosti za decu, Beograd, 2021.
- Nagrada HKD "Goran Bujić" za književnika - novinara izvan Hrvatske, Zadar, 2021.
- Grand prix „Aidina jabuka“ za stvaralački opus u dječjoj književnosti, nagrada Festivala dječje umjetnosti FEDU Sarajevo, 2021.
- Plaketa "Istinski prijatelj i ambasador Bosne i Hercegovine", Frankfurt, 2021.
- Nagrada "Srebrno Planjaxovo pero" za neobjavljenu priču "Gostelja", 2021.
- Nagrada "Mala vila" za izvrsnost u dječijoj književnosti za knjigu "Bila gospođa Klara", 2021.
- Nagrada "Dječiji osmijeh" za najbolju knjigu u BiH - za neobjavljen rukopis knjige "Pustolovine Žirka Nemirka", 2022.
- Nagrada "Zlatni ključić Liliputa" za sveukupni književni opus u dječjoj književnosti, 2024.